# Leucania palaeartica
Leucania palaeartica là một loài bướm đêm trong họ Noctuidae.